# Пауэлс, Эдди
Э́дди Па́уэлс (нидерл. Eddy Pauwels; 2 мая 1935, Борнем, Антверпен — 6 марта 2017, Борнем, Фламандский регион) — бельгийский шоссейный велогонщик, выступавший на профессиональном уровне в период 1958—1966 годов. Победитель четырёх этапов супервеломногодневки «Тур де Франс», обладатель жёлтой майки лидера генеральной классификации в общей сложности в течение четырёх дней. В 1962 году признавался самым агрессивным гонщиком «Тура».

## Биография
Эдди Пауэлс родился 2 мая 1935 года в муниципалитете Борнем провинции Антверпен, Бельгия.
Начинал карьеру в шоссейном велоспорте как любитель, впервые заявил о себе в сезоне 1954 года, когда выступил в местной любительской многодневной гонке Omloop negen Provincies, где занял третье место на одном из этапов и расположился на тринадцатой строке в общем зачёте. В этот период он представлял амстердамскую любительскую команду Wac Hoboken и наибольшего успеха добился с ней в 1957 году, выиграв «Тур ГДР».
В 1958 году присоединился к бельгийской профессиональной команде Libertas-Dr.Mann и вскоре дебютировал на профессиональном уровне, в частности одержал первую победу на соревнованиях в Оппюрсе, полностью проехал многодневку «Критериум Дофине» во Франции, став на одном из этапов третьем. Уже во втором своём профессиональном сезоне принял участие в «Тур де Франс», причём на двух этапах стартовал в жёлтой майке лидера и в итоге занял в генеральной классификации достаточно высокое одиннадцатое место. Также в 1959 году хорошо проявил себя на «Туре Бельгии», выиграв третий этап и став в общем зачёте четвёртым.
В 1960 году выиграл многодневную гонку Trois Jours d'Anvers, проводившуюся в то время в провинции Антверпен, финишировал 25-м на «Тур де Франс».
На «Тур де Франс» 1961 года показал лучший результат за всю свою карьеру, выиграв четырнадцатый и семнадцатый этапы, разместившись в итоговом протоколе соревнований на девятой позиции. Помимо этого, попал в число призёров на некоторых менее престижных гонках, так, был вторым на Flèche hesbignonne и третьим на Grand Prix du 1er mai.
Начиная с 1962 года состоял в другом бельгийском клубе Wiel's-Groene Leeuw, с которым так же добился некоторых успехов — на «Тур де Франс» этого года выиграл одиннадцатый этап, закрыл десятку сильнейших генеральной классификации и был признан самым агрессивным гонщиком. Помимо этого, впервые полностью проехал «Вуэльту Испании», заняв в общем зачёте девятое место.
В 1963 году запомнился победой на стартовом этапе «Тур де Франс». В 1964 году одержал победу во французской коммуне Бернос-Болак, и эта победа оказалась последней в его профессиональной карьере.
В ходе своей спортивной карьеры Пауэлсу четырежды довелось поучаствовать в классической однодневке «Льеж — Бастонь — Льеж», четыре раза он стартовал на «Париж — Рубе», три раза на «Туре Фландрии» и один раз на «Милан — Сан-Ремо».
Последний раз Эдди Пауэлс выступал на профессиональном уровне в сезоне 1966 году — участвовал в «Вуэльте», но на шестом этапе вынужден был сойти с дистанции. Вскоре по окончании этих соревнований принял решение завершить карьеру профессионального спортсмена.
Умер 6 марта 2017 года в муниципалитете Эдегем провинции Антверпен в возрасте 81 года.